# Odeur de sainteté
Pour les articles homonymes, voir Odeur (homonymie).
L'expression odeur de sainteté, attestée après 1650, désigne à son origine l'odeur agréable que certains saints ou bienheureux, appelés myroblytes (terme issu du grec médiéval μυροβλύτης [myroblýtês] signifiant « d’où jaillit de la myrrhe »), sont présumés produire miraculeusement après leur mort, depuis leur cadavre ou relique. Cette exhalaison peut parfois se produire de leur vivant.
Dans la littérature chrétienne, on trouve fréquemment l'expression « mort en odeur de sainteté », dans les hagiographies des saints et les biographies des bienheureux ou de personnages particulièrement pieux.

« Mourir en odeur de sainteté, c'est, dans le langage courant, mourir en état de grâce ; vivre en odeur de sainteté, c'est être assez pieux pour être regardé comme un saint ; depuis plusieurs siècles, ces formules n'ont plus qu'un sens figuré et la plupart des écrivains qui les emploient aujourd'hui ne leur en connaissent pas d'autre. Mais les historiens des mystiques ont toujours protesté contre cet usage de leur langue : l'odeur de sainteté est pour eux un fait réel ; quand ils racontent qu'un saint en a été gratifié, ils veulent dire que, durant sa vie ou après sa mort terrestre, son corps a exhalé des odeurs agréables, et ils citent des cas nombreux où le prodige a paru manifeste. »

Dans le langage laïc courant, l'expression est devenue, par métonymie, synonyme d'être « bien vu » ou « dans les bonnes grâces » d'une personne ou d'une institution.

## Parfums et spiritualité
Depuis les temps les plus anciens, les parfums, au premier rang desquels figure l'omniprésent encens, ont été associés au divin. D'abord à travers les cultes païens, puis dans les grandes religions et ce jusqu'à nos jours. Dans l'Égypte antique, le kyphi était utilisé pour des fumigations en l'honneur du dieu Rê. Les Grecs et Romains utilisaient l'encens pour leurs cultes et leurs sacrifices rituels. Dans la tradition bouddhique, l’offrande d’encens permet d’entrer en relation avec les êtres immatériels. La Bible y fait référence à plus de cent reprises, qu'il s'agisse du dieu assyrien Baal : « Car tu as autant de dieux que de villes, ô Juda! Et autant Jérusalem a de rues, Autant vous avez dressé d’autels aux idoles, D’autels pour offrir de l’encens à Baal » ou de YHWH qui enjoint à Moïse la composition précise du mélange odorant qui doit lui être exclusivement réservé : « Le parfum que tu fais là, vous n'en ferez pas pour vous-mêmes de même composition. Il sera saint pour toi, réservé à Yahvé. Quiconque fera le même pour en humer l'odeur sera retranché de son peuple ».

## «L'odeur de sainteté» chrétienne

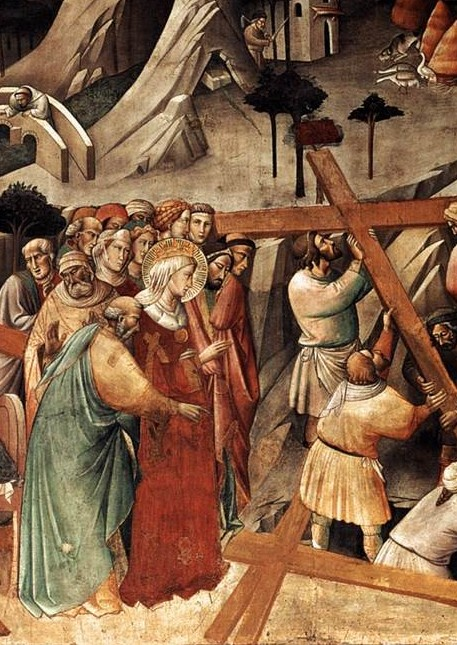
L'Invention de la Croix
Agnolo Gaddi, Florence, 1380.

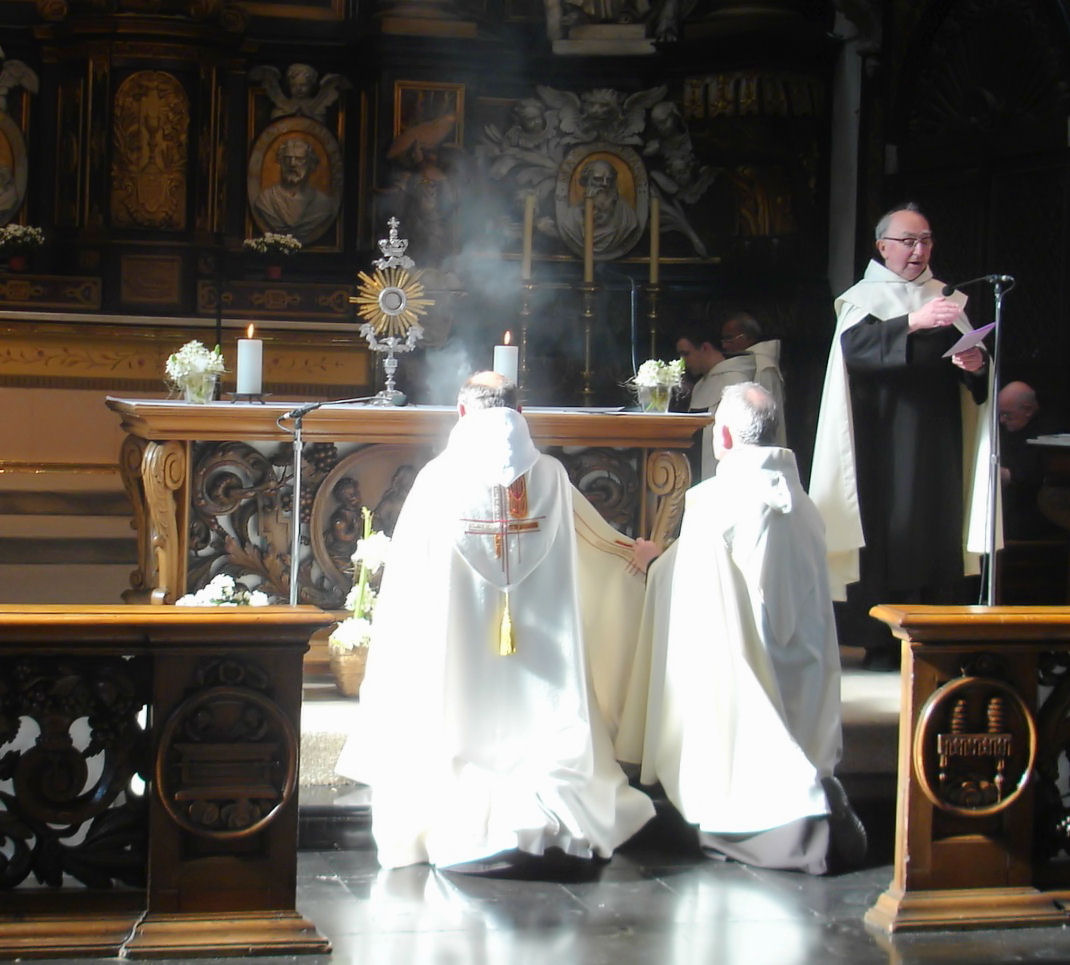
Encensement du Saint-Sacrement au carmel de Gand.

Le christianisme perpétue l'usage des parfums, la myrrhe et l'encens constituant avec l'or les trois présents offerts par les rois mages à l'enfant Jésus à sa naissance.
Après sa crucifixion, le corps de Jésus avait été déposé dans son sépulcre sans avoir été enseveli selon les rites. Dans le récit évangélique qui prélude à la découverte de sa résurrection, l'usage des aromates à des fins d'embaumement est évoqué : « Le premier jour de la semaine, à la pointe de l’aurore, les femmes se rendirent au tombeau, portant les aromates qu’elles avaient préparés. »
Une des reliques les plus précieuse de la chrétienté, le bois de la Sainte Croix, aurait eu la propriété miraculeuse de produire une odeur qui contribua à sa découverte : dans les récits légendaires de sa découverte, Jacques de Voragine relate que la terre trembla et qu'il se répandit « une fumée d'aromates d'une admirable senteur » lorsque sainte Hélène arriva à l'emplacement où la croix était enfouie. Hélène laissa une partie de la relique à Jérusalem, mais en 614, la ville tombe aux mains des Perses de l'empereur Chosroès II, qui emportent dans leur butin la Vraie Croix ainsi que plusieurs autres reliques. C'est à l'occasion de son retour à Jérusalem en 628, dans les bagages de l'empereur Héraclius, à l'issue de sa victoire sur les Perses, qu'elle est à nouveau mentionnée : 

« Or l'odeur extraordinairement suave avait cessé d'émaner de la Sainte Croix à partir de l'instant où elle avait été enlevée de Jérusalem pour être transportée à travers toute l'étendue de la terre, dans la Perse, à la cour de Chosroès ; elle se fit sentir de nouveau et enivra tout le monde d'une admirable suavité. »

Les liturgies chrétiennes font intervenir un thuriféraire chargé d'utiliser un encensoir pour répandre les fumées d'encens sur les lieux et les officiants. Dans une cérémonie d'obsèques catholiques, l'encensement du cercueil est le dernier acte précédent l'aspersion d'eau bénite par le prêtre et les assistants.

## Saints et bienheureux myroblytes
Parmi ceux-ci, on peut citer les suivants.

### Saint Polycarpe de Smyrne (70-155 ou 167)

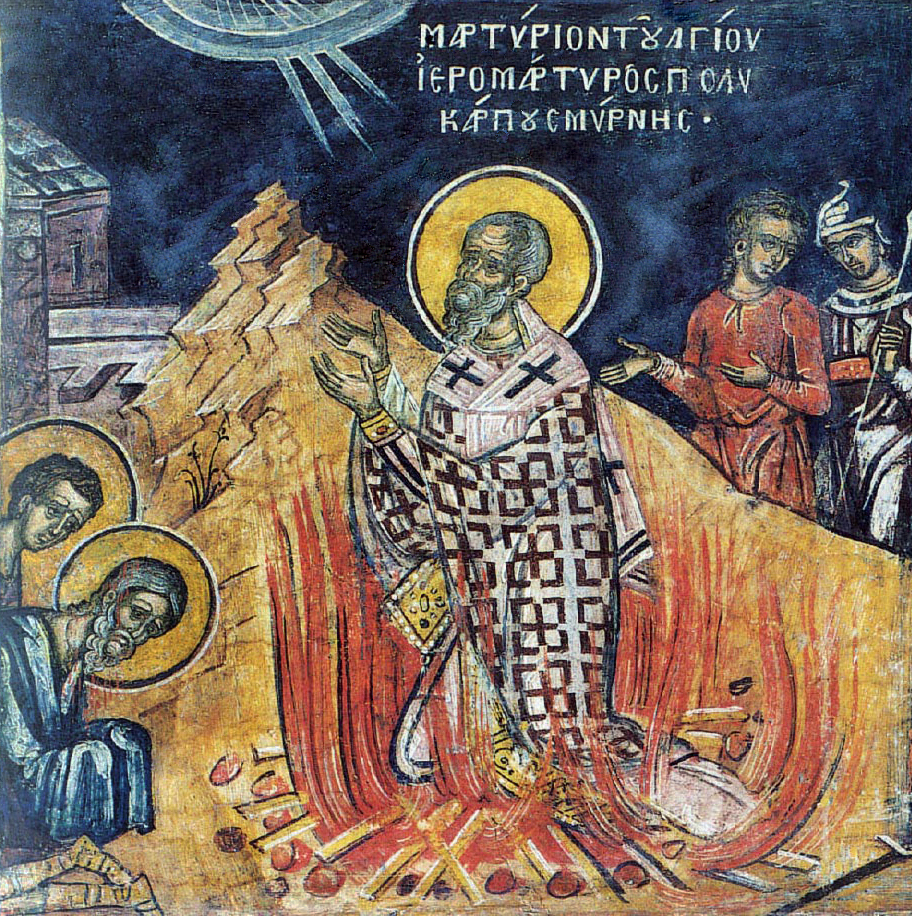
Martyre myroblyte de saint Polycarpe de Smyrne.

Le témoignage chrétien le plus ancien qu'on puisse trouver, sur la relation entre un saint et une odeur extraordinaire, est le récit que fait Eusèbe de Césarée (265-339) du martyre de Polycarpe de Smyrne à une époque incertaine, peut-être sous l'empereur Verus (161-169) :

« [36] Dès qu'il eût dit « Amen » et achevé sa prière, les gens du bûcher allumèrent le feu, et une grande flamme s'éleva. Nous vîmes alors un prodige, nous du moins à qui il fut donné de l'apercevoir et nous étions réservés pour raconter aux autres ce qui arriva. [37] Le feu monta en effet en forme de voûte ou comme une voile de vaisseau gonflée par le vent et entoura le corps du martyr. Lui cependant était au milieu, semblable non à une chair qui brûle, mais à l'or et à l'argent embrasés dans la fournaise. Nous respirions un parfum aussi fort que celui qui s'exhale de l'encens et d'autres aromates précieux. »

Une vingtaine d'années plus tard, les chrétiens persécutés de Vienne et de Lyon écrivaient à leurs frères d'Asie mineure en parlant de ceux d'entre eux qui avaient défié les persécuteurs : « Ils partirent en se réjouissant, la gloire et la grâce inscrites sur leur figure, si bien que même leurs chaînes semblaient des ornements superbes, comme ceux d'une mariée, ornées de franges d'or diapré ; et ils embaumaient de la douce odeur du Christ : certains croyaient même qu'ils avaient été oints d'un onguent terrestre. »
Il apparaît donc, dès le IIe siècle, comme une idée familière au monde chrétien qu'une haute vertu était, dans certains cas, miraculeusement associée à un parfum corporel.

### Sainte Lydwine (1380-1433)

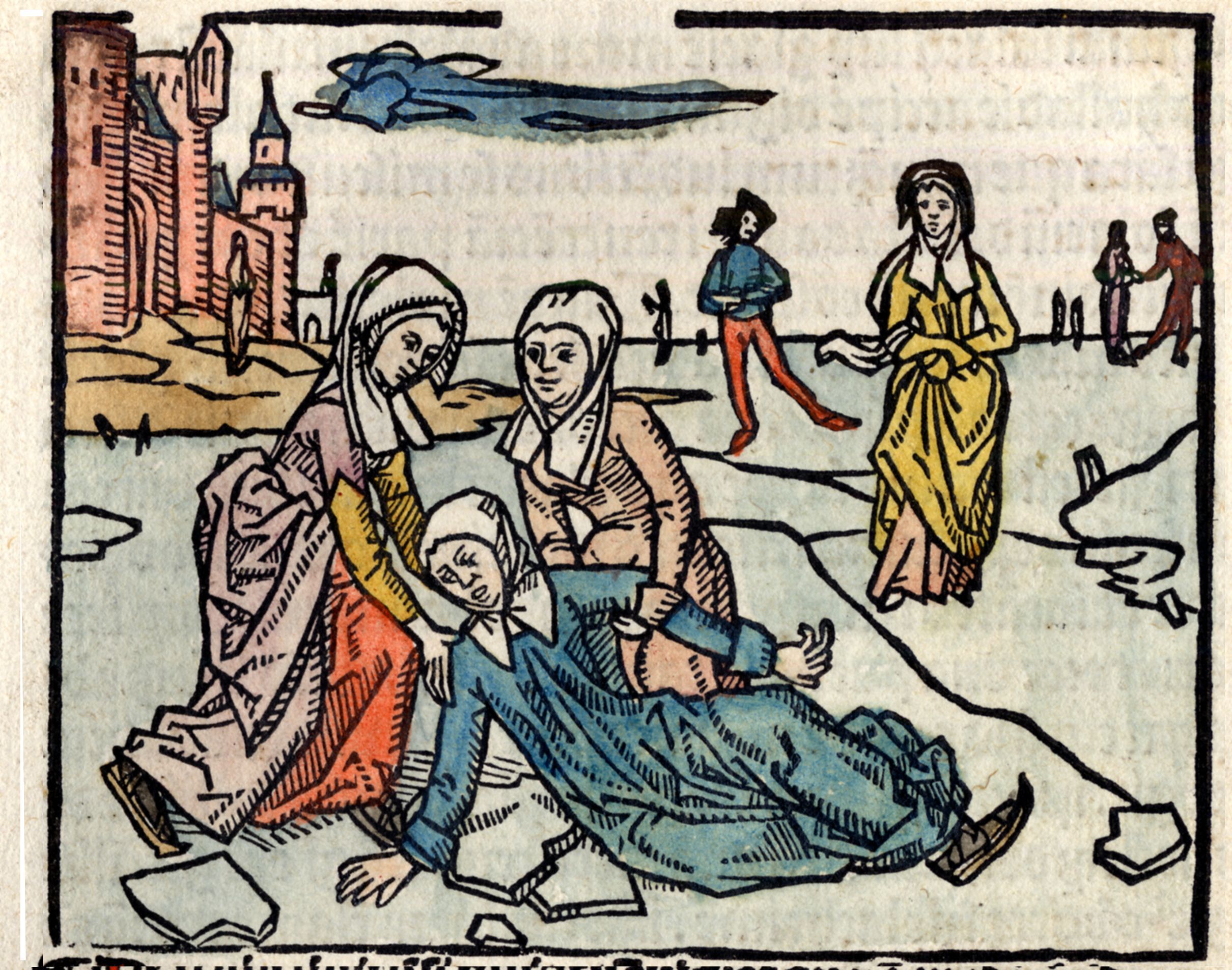
Chute de Lydwine de Schiedam

Issue d'une famille noble mais ruinée, Lydwine fait, à l'âge de quinze ans, une chute qui la condamne à rester sur un grabat durant les 38 ans qui lui restent à vivre dans d'atroces souffrances. Dans cet état, elle vit des extases mystiques et développe des stigmates odorants :    

« Mais ce qui les émerveilla plus que tout, ce fut une odeur nouvelle qui s'échappa de ses stigmates et de ses plaies. Cette senteur si particulière, unique dans les monographies des saintes, cette senteur qu'elle seule exhalait et qui était telle qu'une quintessence des aromates des Indes et des épices du Levant s'évanouit et fut remplacée par une autre, et celle-là rappelait, mais épurée, mais sublimée, le parfum de certaines fleurs coupées fraiches. Brugman raconte, en effet, qu'elle expirait, au plus fort de l'hiver, des effluves tantôt de rose, tantôt de violette et tantôt de lys. »

### Sainte Thérèse d'Avila (1515-1582)
Sainte Thérèse d'Avilla souffrait du diabète. Durant la dernière maladie de la sainte, une odeur qualifiée de « très suave » a commencé à se manifester de façon intermittente et discrète avant de devenir si forte qu'elle indisposait les assistants au point qu'on devait ouvrir les fenêtres pour aérer. « Pendant la nuit de sa mort et le jour qui suivit, l'odeur mystérieuse se répandit dans toute la maison ; elle était attachée aux vêtements de la sainte, aux couvertures de son lit et à tous les objets dont elle s'était servie ; on la retrouvait dans l'eau et les bassins dont on avait usé pour laver le cadavre . »

### Sainte Catherine de Ricci (1522-1590)

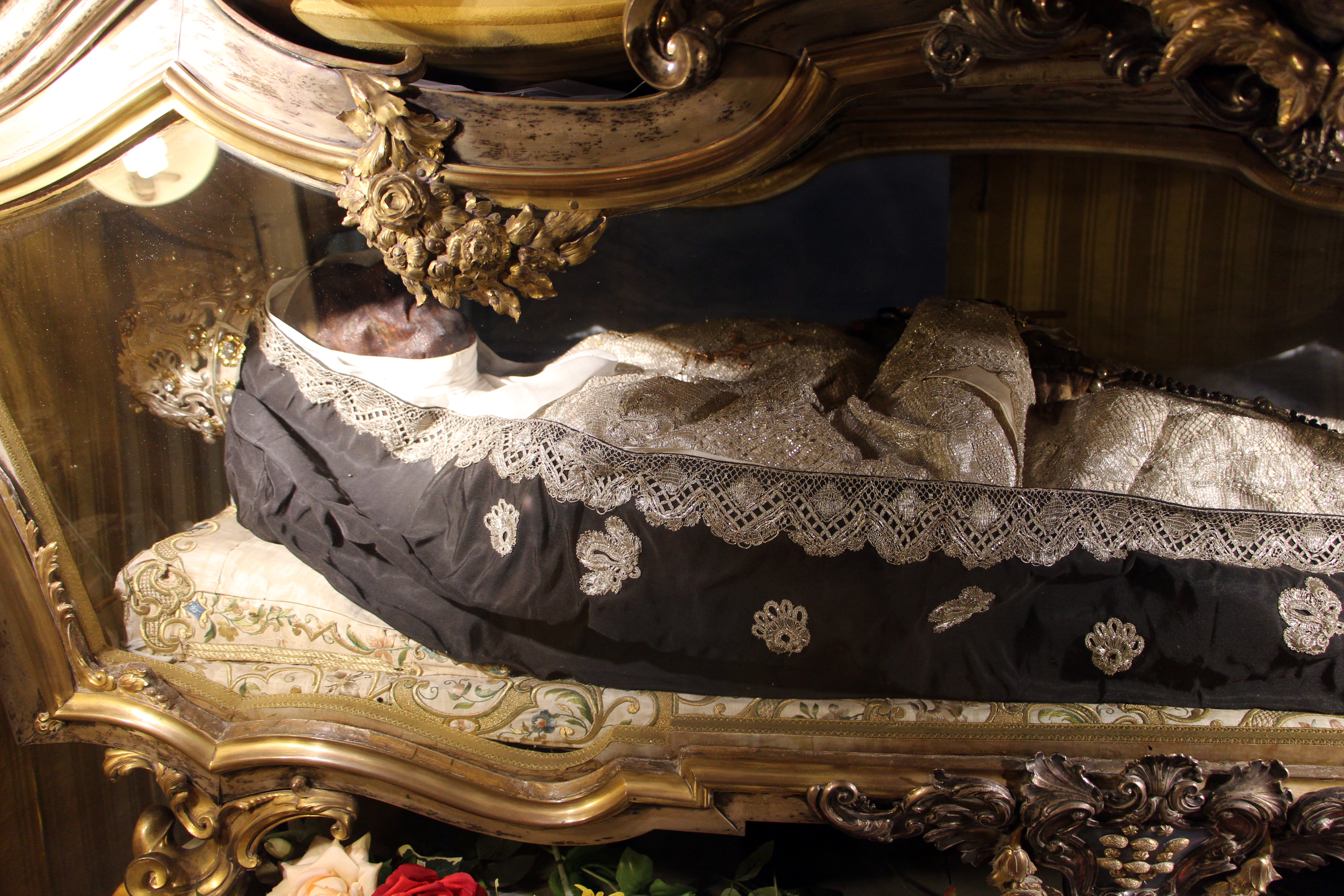
Relique de Catherine de Ricci

Fille d'une riche famille toscane, Catherine montra très jeune un fort attrait pour la religion. Elle prit le voile dès l'âge de treize ans et développa tout au long de son existence un mysticisme extrême, revivant chaque vendredi depuis ses vingt ans les étapes de la Passion du Christ.

« Dans les enquêtes officielles en vue de sa canonisation, quelque vingt ou trente religieuses de son couvent, à Prato, portèrent témoignage sous serment de l'étrange odeur céleste, sensible surtout dans la chambre de sa mort ; mais quelques sœurs avaient aussi remarqué une pareille senteur autour d'elle, à certains moments de sa vie. Certaines nonnes trouvaient qu'elle ressemblait au parfum des vivuoles mammole (probablement une variété de violette) bien que ce ne fut pas la saison de cette fleur, mais la plupart des religieuses pensaient qu'on ne pouvait la comparer à l'odeur d'aucune fleur, ni à aucun parfum artificiel. Elle fut perceptible plus d'un an autour de la tombe : pourtant le corps avait été enfermé dans un cercueil de plomb. »

### Saint Joseph de Cupertino (1603-1663)

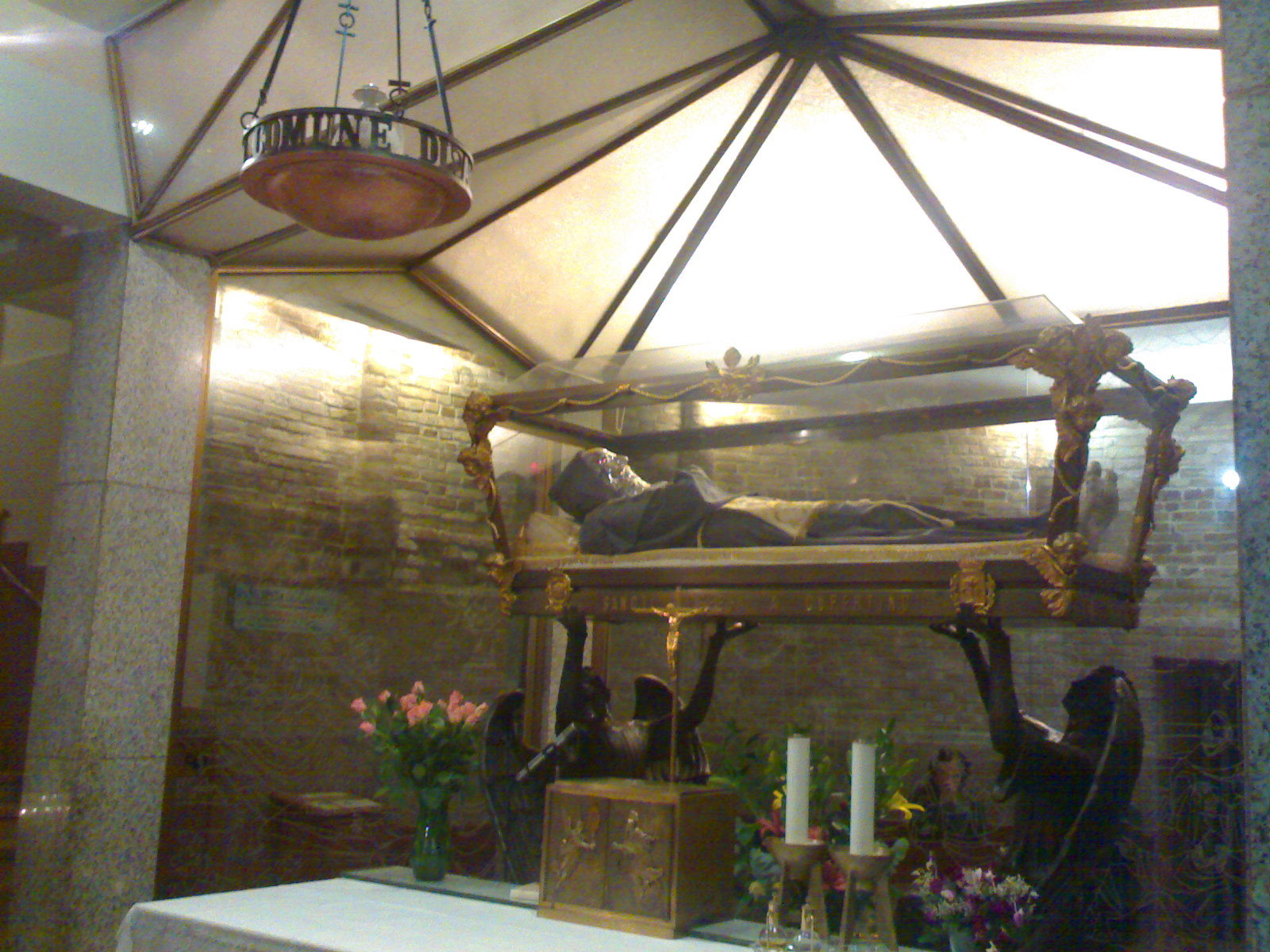
Relique de Joseph de Cupertino.

Dans l'enquête ecclésiastique qui fut faite après la mort de Joseph de Cupertino, le frère Marie des Anges qui l'avait côtoyé de son vivant déclare : « Son corps et ses vêtements exhalaient une odeur que je ne puis comparer à aucune odeur artificielle ou naturelle... partout où il passait il laissait ce même parfum et j'ai eu l'occasion de le sentir tout le temps que j'ai passé près de lui. ». Ce phénomène, couramment appelé « odeur de sainteté », est attesté par deux autres témoins, le père François de Levanto et Jérôme Angelucci.
Joseph avait l'habitude de priser et l'on pourrait supposer que c'est l'odeur de ce tabac, dont la perception pouvait être idéalisée du fait des prodiges produits par le saint, qui aurait été prise pour une odeur surnaturelle. Le soupçon était connu de ses contemporains car il est réfuté par un de ses proches : « Cette odeur de sainteté, dit le capucin Jean-Marie, ne peut être attribuée au parfum dont usait le père Joseph, car le tabac ne sent pas toujours de même ; il émet, suivant les proportions mélangées, des odeurs très différentes qui ne peuvent d'ailleurs pas se répandre en tous lieux et adhérer à toutes choses comme l'odeur du père Joseph. »

### Sainte Marie-Françoise des Cinq-Plaies (1715-1791)
Anna-Maria Gallo était une Napolitaine qui, dès son plus jeune âge, montra une grande ferveur religieuse qui la fit surnommer « la santarella » (la petite sainte). Pour échapper au mariage que voulait lui imposer son père, elle entra dans l'ordre réformé de Saint Pierre d'Alcantara et se consacra à l'assistance aux pauvres. Il émanait d'elle une odeur qui imprégnait ses habits et tout ce qu'elle touchait : 

« Pas un seul des nombreux contemporains dont les témoignages sont consignés dans le Summarium qui ne parle en termes explicites de ce parfum : pour qu'il ne puisse y avoir de doute que cette faveur lui venait de Marie, notre Sainte Mère, et de son époux divin, on observait régulièrement que ce phénomène se manifestait avec un intensité accrue aux grandes fêtes de Notre-Dame et les vendredis de mars, quand Marie-Françoise participait mystérieusement aux souffrances de la Passion du Christ. »

Elle fut béatifiée en 1843 et canonisée en 1867.

### Bienheureuse Ulrika Nisch (1882-1913)

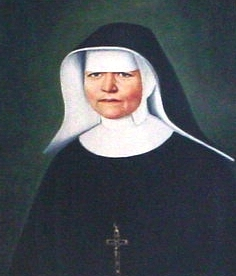
Ulrika Nisch

Connue pour sa très grande piété, sœur Ulrika n'a pas, dans sa brève existence, manifesté de dons extraordinaires, même si une de ses consœurs prétend l'avoir surprise une fois en lévitation. Par contre, ce qui semble établi, c'est qu'elle répandait de son vivant une odeur persistante indéfinissable :

« Plusieurs consœurs signalèrent d'autres manifestations particulière de la sainteté de Sœur Ulrika, ayant respiré, par exemple, le parfum qui émanait de sa personne. Sœur Michelle a joui maintes fois de ce privilège. « Un jour, dit-elle, je dus la frictionner. À partir de ce moment et pendant trois jours, ma main conserva un agréable parfum. J'eus beau me laver consciencieusement les mains, le parfum persistait. »  [...] Ce parfum ne pouvait en aucun cas émaner des hôtes de la maison, car il fut perçu non seulement au quatrième étage où dormait Sœur Ulrika, mais il la suivait comme un nuage partout où elle passait. Sœur Bonaventure inspecta soigneusement sa chambre. Elle n'y trouva qu'un simple morceau de savon tout ordinaire. Or le parfum de la bienheureuse était indéfinissable. Il n'égalait ni le parfum des fleurs, ni celui de l'encens. »

### Bienheureuse Alexandrina de Balazar (1904-1955)

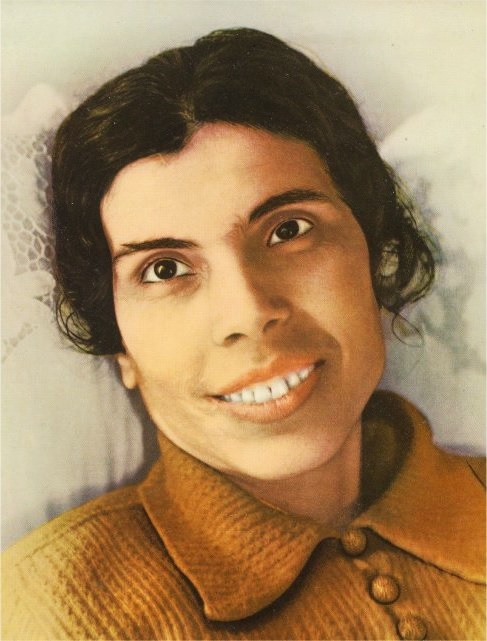
Alexandrina de Balazar.

Alexandrina da Costa était une paralytique clouée dans son lit à la suite d'une chute à l'âge de 14 ans. Extrêmement pieuse, après plusieurs visions, elle porte régulièrement les stigmates de la crucifixion et produit involontairement d'autres prodiges.

« Autour de la personne d'Alexandrine on percevait souvent un parfum très suave. Des centaines et des centaines de personnes, hommes et femmes, ont eu plus d'une fois cette impression et ont pu en contrôler la réalité. Dom Umberto aussi, lors de sa première visite à Alexandrine, avait été témoin de cette émission de parfum. C'est la raison pour laquelle il demanda à Diolinda (la sœur de la stigmatisée) de ne plus orner de fleurs odorantes le petit autel aménagé dans la chambre. »

### Saint Padre Pio (1887-1968)

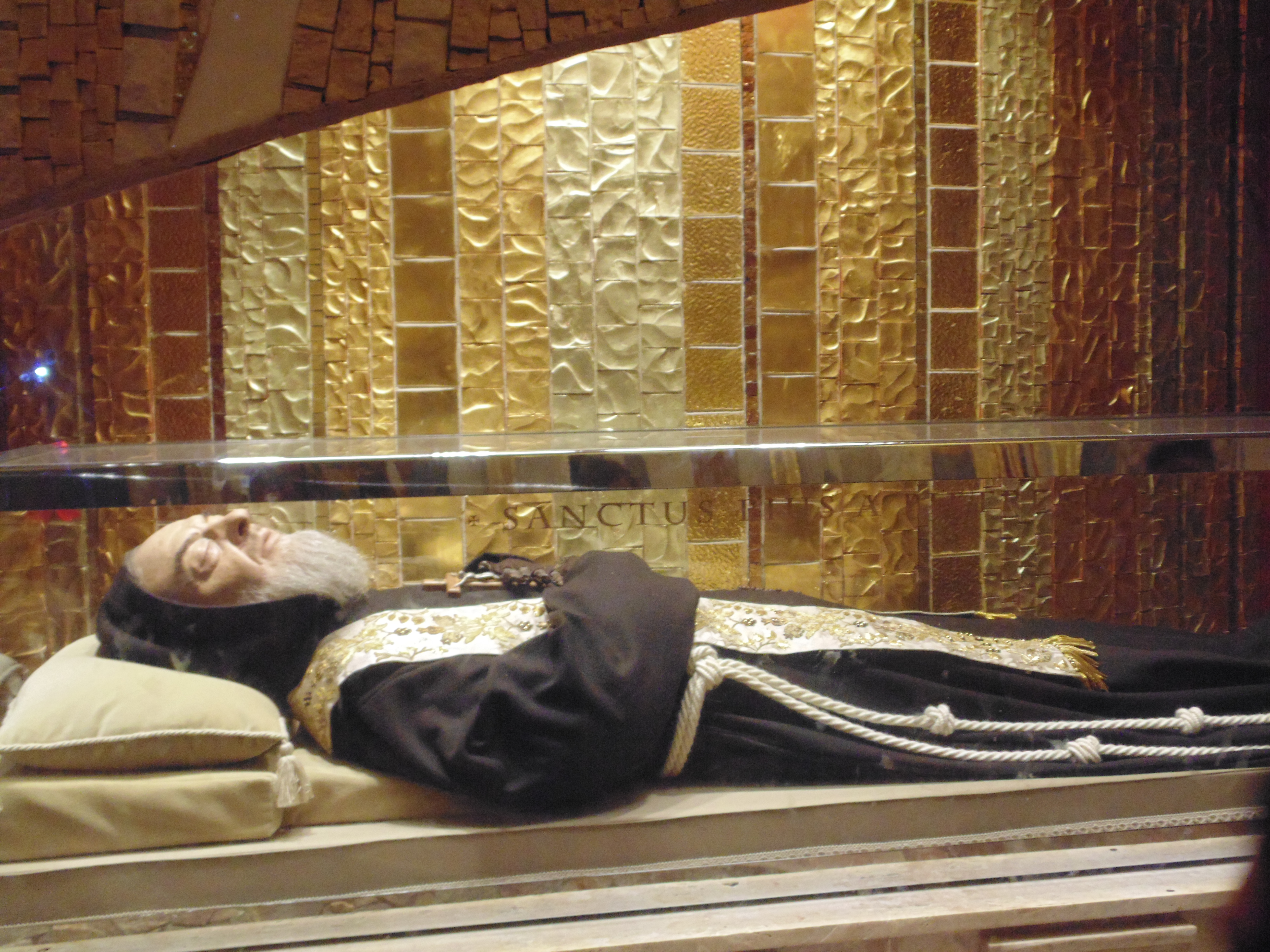
Corps de Padre Pio

Padre Pio de Pietrelcina est un moine capucin de San Giovanni Rotondo en Italie, qui est le premier prêtre stigmatisé. Bien que faisant l'objet de nombreuses controverses, on lui attribue d'innombrables conversions et de nombreux faits d'apparence miraculeuse.

« Cette fragrance mystique ou « odeur de sainteté » est un des plus fréquents phénomènes mystiques qu'aient pu observer [sic] les pèlerins de San Giovanni Rotondo. Elle est attestée dès les premiers temps de la stigmatisation et le sera fréquemment jusqu'à sa mort. Il s'agissait toujours d'un parfum exquis mais difficilement définissable. Certains crurent y reconnaître l'odeur mêlée du lilas et du magnolia, d'autres un parfum de violette et de rose. »

« Des multitudes de gens ont senti ces étonnants parfums, dans les circonstances les plus diverses, et l'ont attesté. Parfois ces sensations odoriférantes semblaient provenir des stigmates du padre Pio ou de ses habits, ou encore des objets qu'il avait touchés et bénis. Mais il est fréquemment arrivé que des personnes en danger physique ou difficultés morales, aient senti ce mystérieux parfum à des distances énormes du couvent où se trouvait Padre Pio, soit après l'avoir invoqué mentalement, soit même sans y avoir pensé, et dans ce cas elles ont immanquablement compris d'où étaient venues ces odeurs. »

### Natuzza Evolo (1924-2009)
Natuzza Evolo est une Calabraise née dans un milieu extrêmement pauvre. Arrivée à une dizaine d'années, elle fut entourée de nombreux prodiges, à commencer par des stigmates apparaissant sur ses mains et ses pieds. Parmi ceux-ci figurait l'apparition de fragrances. « De nombreuses personnes ont perçu, à partir de la personne de Natuzza, les émanations d'un intense parfum de fleurs, sans qu'il y eût à cela une quelconque cause ou explication naturelle. »

## «L'odeur de sainteté» dans l'islam
L'anthropologue Romain Simenel rapporte que l'odeur de sainteté des saints musulmans est réputée être celle du fruit du cédratier, le cédrat.

## Origines et hypothèses
Les quelques exemples d'odeurs suaves liées à des mystiques chrétiens relatés ci-dessus, mettent en évidence la diversité extrême des senteurs et des circonstances de leur perceptions. Comme le remarque le prêtre Herbert Thurston : « Tandis que nous reconnaissons bien volontiers que l'une ou l'autre de ces descriptions doive peut-être quelque chose à l'imagination fervente d'un simple rapporteur, écrivant peut-être sous l'impulsion d'une émotion profonde, l'accord entre ces témoins si éloignés dans le temps et dans l'espace, n'en est pas moins remarquable ». Si les témoignages anciens peuvent être, à juste titre, soupçonnés d'excès ou d'enjolivures, il n'en va pas de même des constats faits par de très nombreux témoins, parfois plusieurs centaines, au XXe siècle.

### Émanations spontanées de malades profanes
Dans un article consacré à ce sujet publié en 1907, le docteur Georges Dumas énumère plusieurs cas, situés en dehors de tout contexte religieux, de malades dont les transpirations étaient odoriférantes : par exemple, un alcoolique dont émanait une forte et persistante odeur de musc pendant ses crises de délirium tremens. Pour un jeune homme de trente ans, c'était un parfum analogue à celui du benjoin, de l'ambre jaune, ou de baume du Pérou qui émanait de ses avant-bras sans qu'on puisse en attribuer l'origine à quelque cause que ce soit. La senteur était si forte que toute sa chambre en était imprégnée. Le phénomène disparut au bout de deux mois après une crise fiévreuse. Une malade « très hystérique » répandait pendant ses crises une odeur de violette, perceptible à une distance de plusieurs mètres, par la partie latérale gauche de sa poitrine. Une autre malade sentait l'ananas pendant ses crises, une autre encore produisait la même odeur lorsqu'elle se mettait en colère, etc.

### Émissions par des mystiques vivants
Au vu des exemples précédents, il apparait clairement qu'en certaines circonstances, généralement liées à des problèmes de santé, le corps humain peut émettre des odeurs qui s'apparentent à celles attribuées à des personnes particulièrement pieuses. Le docteur Hubert Larcher précise : « L'expression « odeur de sainteté » se trouverait justifiée lorsque le phénomène de la production d'odeurs suaves est liée à l'activité mystique et aux conflits d'option qui lui sont propres, ce qui n'exclut pas la possibilité de retrouver des parfums analogues chez certains névropathes, ni celle de les observer parfois chez des sujets dépourvus de vie mystique. Cependant, bien que les mécanismes soient très probablement les mêmes chez tous, leur étiologie est si différente que, dans le cas des mystiques, il parait vraiment excessif de réduire [...] le phénomène à des dimensions pathologiques ».
En fait, si certains mystiques, en particulier les stigmatisés, souffrent de problèmes de santé et d'équilibre nerveux, d'autres - tel Joseph de Cupertino - semblent fort bien se porter.
Plusieurs explications scientifiques mettent en jeu des acides gras volatils (acide butyrique, formique, acétique, caproïque, sécrétés par la peau lors de troubles de nutrition), de l'acétone et de l'acide acétoacétique produite par la cétose en raison de l'état de malnutrition causée par la pratique du jeûne religieux entrecoupé d'une alimentation uniquement végétarienne, le saint exhalant alors l'odeur végétale du peu de nourriture qu'il a ingéré. L'odeur peut également être produite par des changements dans la composition du sang résultant de troubles nerveux ou de maladies somatiques, telle l'acétonémie diabétique de Thérèse d'Avila.

### Projections de parfum
La présence physique d'un mystique semble ne pas être systématiquement indispensable, certains paraissent posséder la faculté de faire sentir, au sens littéral du terme, leur présence à des distances parfois considérables.

« Il est cependant des cas où tout se passe comme si certains personnages, de leur vivant, pouvaient projeter leur propre parfum à distance et le reconcentrer en certains lieux où ils peuvent être perçus et reconnus. Ils peuvent manifester à distance leur présence spirituelle par une émission parfumée, comme le fait saint Colomban quand il est absent de son monastère »

 De telles « performances » sont fréquemment relatées au sujet du Padre Pio, mais aussi de la bienheureuse Edvige Carboni ou encore de la bienheureuse Alexandrina de Balazar, dont les effluves de parfum se faisaient sentir dans un établissement religieux situé à 150 kilomètres du lieu ou elle était présente.

### Exhumations de corps et reliques parfumées
C'est parfois au moment de l'exhumation du corps d'un mystique qu'une odeur inattendue se manifeste. Dans ce cas, un éventuel embaumement peut être une source de cette présumée odeur de sainteté. À ce sujet, le pape Benoît XIV rappelle : « Quand on nous propose un pareil miracle, nous devons nous renseigner avec soin sur la bonne foi du promoteur, rechercher si le corps n’a pu être oint de parfums, d’aromates, d’onguents, nous informer également du bois sur lequel il a été déposé, des fleurs et des herbes qui ont été dans la chambre ou près de la chambre ».

### Phénomène spirite?
William Stainton Moses (1839-1892), ecclésiastique anglican, membre de la Society for Psychical Research britannique et adepte du spiritisme, très en vogue à son époque, relate que « ... il ne se passe pas de séance [de spiritisme] sans que des parfums soient aspergés sur nous, ou que des vagues d'air parfumé soient vaporisées autour du cercle. ». Ces faits sont confirmés par de nombreux témoins respectables. Le spiritualiste Stainton Moses ajoute : 

« C'est aujourd'hui seulement que nous commençons à comprendre les phénomènes de médiumnité qui se manifestaient parmi les moines, les nonnes et les anachorètes du Moyen Âge. Ils étaient souvent des médiums puissants, ils vivaient dans les conditions les plus favorables : solitude, prière, jeûne - et l'odeur de sainteté se produisait fréquemment parmi eux. Mais ils faisaient une erreur de qualification. Il n'y avait pas de sainteté particulière chez eux ni chez nous à l'heure actuelle : c'est bien souvent le contraire. »

Il existe toutefois une différence notable entre les senteurs perçues pendant les séances de spiritisme et les senteurs émises par les mystiques : les premières sont clairement identifiées comme étant des odeurs florales précises, alors que les secondes, pour être agréables, peinent à être identifiées. Les participants se sentant parfois aspergés de gouttelettes qui imprégnaient les mouchoirs et provoquaient occasionnellement des brûlures légères aux yeux, on peut se demander dans quelle mesure ils n'ont pas été victimes de supercheries, fréquentes dans ces réunions à cette époque.